# Formica phyllophila
Formica phyllophila is een mierensoort uit de onderfamilie van de schubmieren (Formicinae). De wetenschappelijke naam van de soort werd voor het eerst geldig gepubliceerd in 1851 door Thomas Caverhill Jerdon.